# Дока Мадурейра
Франсиско Лима да Силва (порт. Francisco Lima da Silva; 11 февраля 1984 года, Сена-Мадурейра), более известный как Дока Мадурейра (порт. Doka Madureira), бразильский футболист, выступавший на позиции полузащитника.

## Клубная карьера
Дока Мадурейра начинал свою карьеру футболиста в «Риу-Бранку», ведущем клубе штата Акри, родного для игрока. На правах аренды Дока Мадурейра выступал за бразильские команды «Баия» в 2005 году и «Гояс» в 2007 году.
В начале 2009 года бразилец стал игроком болгарского «Литекса», подписав с ним трёхлетний контракт. 7 марта 2011 года Дока Мадурейра сделал хет-трик в домашнем поединке против «Берое». В том чемпионате бразилец был лучшим бомбардиром «Литекса», ставшего чемпионом Болгарии по итогам турнира.
Летом 2011 года Дока Мадурейра перешёл в клуб турецкой Суперлиги «Истанбул Башакшехир». Спустя 2 года команда вылетела из Суперлиги, но уже по итогам Первой лиги 2013/14 стамбульцы вернулись в элиту турецкого футбола. 12 голов бразильца в рамках этого турнира внесли существенный вклад в это достижение. 6 августа 2015 года Дока Мадурейра забил свой первый гол и первый гол «Истанбул Башакшехира» в еврокубках, сравняв счёт в ответном домашнем матче с нидерландским АЗ», проходившем в рамках квалификации Лиги Европы.

## Достижения
«Литекс»
- Чемпион Болгарии (2): 2009/10, 2010/11
- Обладатель Кубка Болгарии (1): 2008/09
- Обладатель Суперкубка Болгарии (1): 2010

«Истанбул Башакшехир»
- Победитель Первой лиги Турции (1): 2013/14